# یولیان کوستوف
یولیان کوستوف (بلغاری: Юлиан Костов؛ ‏ آوانگاری: [juliˈan ˈkɔstof]؛ ‏ زادهٔ ۲۵ اوت ۱۹۸۹) بازیگر، صداپیشه، مدیر استعدادیابی و کارگردان فیلم اهل بلغارستان است. وی از سال ۲۰۱۰ میلادی تاکنون مشغول فعالیت بوده است.
از فیلم‌ها یا مجموعه‌های تلویزیونی که وی در آن‌ها نقش داشته است، می‌توان به لندن سقوط کرده است، بن هور، صورت‌چرمی، انتقام‌جو سمی، ۲۴: یک روز دیگر زنده بمان، کشف جادوگران، ترداستون، سایه و استخوان، کماندوهای هیولایی و وایت لوتوس، مبارزه یا پرواز اشاره نمود.